# Гор (Гранада)
Гор (ісп. Gor) — муніципалітет в Іспанії, у складі автономної спільноти Андалусія, у провінції Гранада. Населення — 917 осіб (2010).
Муніципалітет розташований на відстані близько 340 км на південь від Мадрида, 60 км на схід від Гранади.
На території муніципалітету розташовані такі населені пункти: (дані про населення за 2010 рік)
- Сенаскурас: 115 осіб
- Лос-Корралес: 18 осіб
- Естасьйон-де-Горафе: 10 осіб
- Гор: 452 особи
- Лас-Хунтас: 79 осіб
- Рамбла-де-Вальдікін: 111 осіб
- Ройо-дель-Серваль: 31 особа
- Лас-Віньяс: 101 особа

## Демографія
Динаміка населення (INE ):

## Галерея зображень

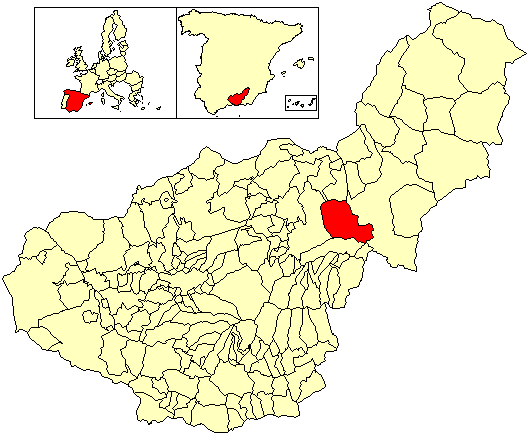
Розташування муніципалітету Гор
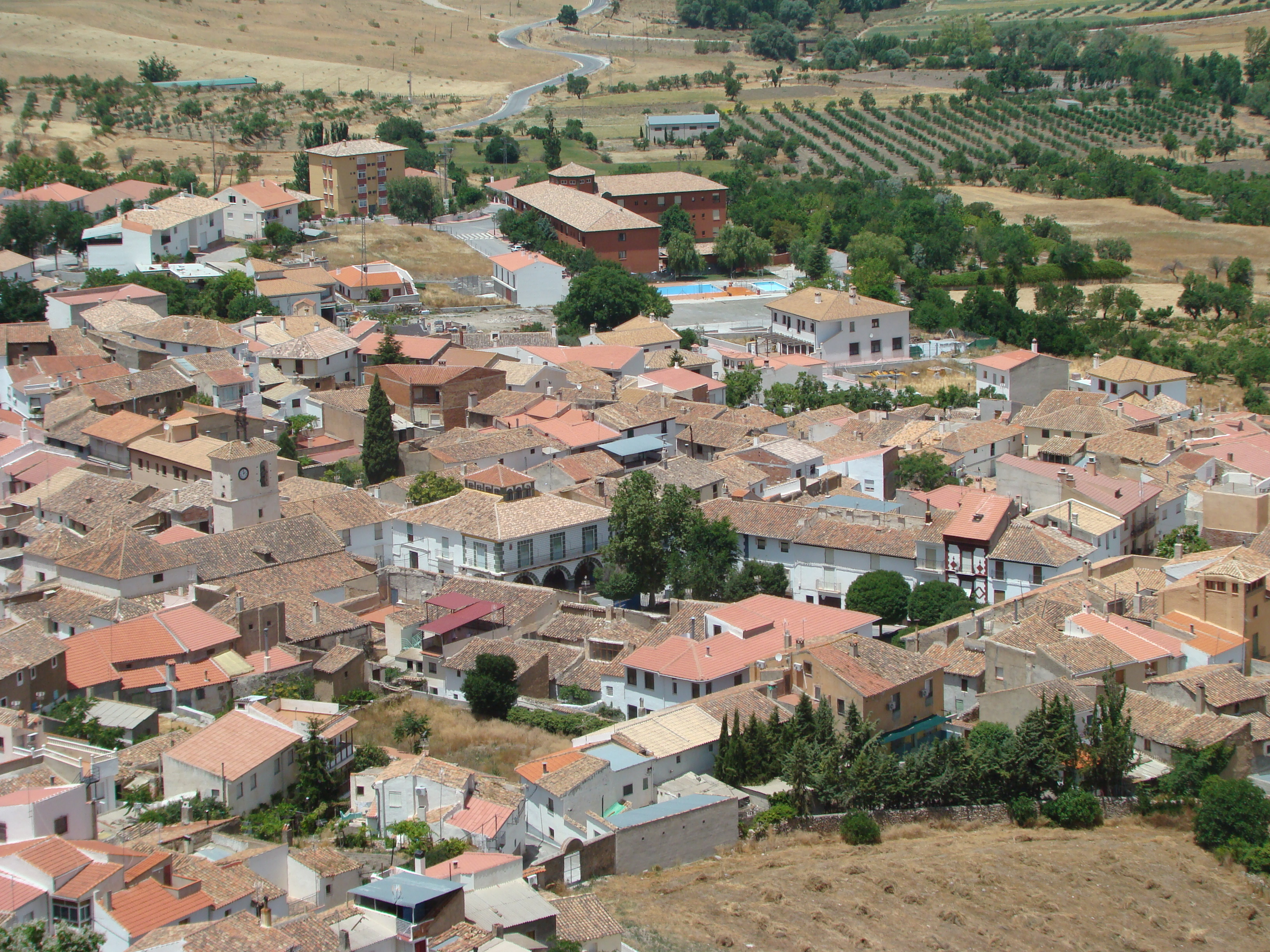
Гор